# Inna Tsjoerikova
Inna Michajlovna Tsjoerikova (Russisch: Инна Михайловна Чурикова) (Belebej, 5 oktober 1943 – Moskou, 14 januari 2023) was een Russisch filmactrice. 
Tsjoerikova werd op 5 oktober 1943 in  een boerengezin uit Belebej (Basjkierse Autonome Socialistische Sovjetrepubliek), dichtbij Oefa, geboren. Als kind verhuisde ze met haar moeder naar Moskou, waar ze als jong schoolmeisje studeerde aan de dramastudio van het Stanislavskitheater. Als eerstejaars student debuteerde ze in 1965 in diverse kleine episodische rollen. Tsjoerikova verkreeg vooral veel populariteit na de films "V ogne broda net" (1968) en "Natsjalo" (1970) - de laatste is een film van de destijds beginnende filmregisseur en haar latere echtgenoot Gleb Panfilov.
Tsjoerikova overleed op 79-jarige leeftijd.

## Onderscheidingen
Tsjoerikova heeft verschillende onderscheidingen ontvangen, waaronder:
- Orde van Verdienste voor het Vaderland (1997, 2007, 2013, 2018)
- Officier van de Orde van Kunsten en Letteren (2010)
- Staatsprijs van de Russische Federatie (1996)
- Volksartiest van de Sovjet-Unie (1991)
- Geëerd Kunstenaar van de Russische Federatie (1977)

## Filmografie (selectie)
- 1976: Het thema
- 1990: De moeder